# Watkinsia sedlaceki
Watkinsia sedlaceki är en skalbaggsart som beskrevs av Britton 1995. Watkinsia sedlaceki ingår i släktet Watkinsia och familjen Melolonthidae. Inga underarter finns listade i Catalogue of Life.